# Franco Cordova
Franco Cordova (Forlì, 21 giugno 1944) è un ex calciatore italiano, di ruolo centrocampista.

## Biografia
Negli anni '70 Cordova fu sposato con Simona Marchini, figlia di Alvaro, all'epoca presidente della Roma. Fu successivamente sposato, dal 2001 al 2002, con Marisa Laurito.

## Caratteristiche tecniche
Centrocampista dotato di classe cristallina e di un dribbling secco e micidiale, divenne con la "ragnatela" di Liedholm un elegante fantasista che partiva davanti alla difesa, facendosi apprezzare per la lucida visione di gioco caratterizzata da precise aperture sulle fasce e lanci millimetrici per l'attaccante più smarcato. Nonostante queste qualità, peccava di discontinuità e di troppe esitazioni in fase realizzativa.

## Carriera

### Club
Franco Cordova detto "Ciccio", nato a Forlì da famiglia napoletana, crebbe tra i partenopei della Flegrea, rilevata poi dall'Internapoli; esordì in Serie C con la Salernitana dove, con sei partite e un gol, si guadagnò le attenzioni del Catania per il salto in massima divisione. Dopo due stagioni all'ombra dell'Etna, passò all'Inter di Helenio Herrera. Con i nerazzurri giocò solo una partita, a Napoli, il 22 maggio 1966. L'anno successivo fu ceduto in prestito al Brescia, giocando 25 partite.
Nel 1967 fu ingaggiato dalla Roma, con la quale disputò 212 partite segnando 9 gol e della quale fu capitano dal 1972 al 1976; nell'estate di quest'ultimo anno, entrato in rotta col presidente giallorosso Gaetano Anzalone il quale aveva concluso la sua cessione al Verona, Cordova rifiutò il trasferimento e, «per ripicca» oltreché per ragioni familiari, chiese e ottenne un clamoroso passaggio ai rivali della Lazio, in cui militò tre stagioni.
Concluse la carriera durante la militanza all'Avellino, nel 1980, a seguito della squalifica di un anno e due mesi inflittagli per il suo coinvolgimento nello scandalo del calcioscommesse.

### Nazionale
Ad aprile 1975 debuttò in nazionale contro la Polonia, allo Stadio Olimpico di Roma. Contro la Finlandia, un mese più tardi, disputò la sua seconda e ultima gara con la maglia azzurra.

## Statistiche

### Presenze e reti nella Roma
| Stagione    | Squadra     | Campionato  | Campionato | Campionato | Coppe nazionali | Coppe nazionali | Coppe nazionali | Coppe continentali | Coppe continentali | Coppe continentali | Altre coppe | Altre coppe | Altre coppe | Totale | Totale |
| Stagione    | Squadra     | Comp        | Pres       | Reti       | Comp            | Pres            | Reti            | Comp               | Pres               | Reti               | Comp        | Pres        | Reti        | Pres   | Reti   |
| ----------- | ----------- | ----------- | ---------- | ---------- | --------------- | --------------- | --------------- | ------------------ | ------------------ | ------------------ | ----------- | ----------- | ----------- | ------ | ------ |
| 1967-1968   | Roma        | A           | 16         | 1          | CI              | 1               | 0               | CM                 | 2                  | 0                  | CdA         | 4           | 0           | 23     | 1      |
| 1968-1969   | Roma        | A           | 19         | 3          | CI              | 7               | 2               | -                  | -                  | -                  | -           | -           | -           | 26     | 5      |
| 1969-1970   | Roma        | A           | 23         | 0          | CI              | 5               | 1               | CdC                | 6                  | 0                  | CdL+CAI     | 2+2         | 0           | 38     | 1      |
| 1970-1971   | Roma        | A           | 29         | 2          | CI              | 4               | 1               | -                  | -                  | -                  | CAI+TP      | 3+4         | 0           | 40     | 3      |
| 1971-1972   | Roma        | A           | 25         | 0          | CI              | 2               | 0               | -                  | -                  | -                  | CAI         | 4           | 0           | 31     | 0      |
| 1972-1973   | Roma        | A           | 24         | 1          | CI              | 4               | 0               | -                  | -                  | -                  | CAI         | 1           | 0           | 29     | 1      |
| 1973-1974   | Roma        | A           | 21         | 0          | CI              | 3               | 0               | -                  | -                  | -                  | -           | -           | -           | 24     | 0      |
| 1974-1975   | Roma        | A           | 27         | 0          | CI              | 9               | 3               | -                  | -                  | -                  | -           | -           | -           | 36     | 3      |
| 1975-1976   | Roma        | A           | 28         | 2          | CI              | 4               | 3               | CU                 | 6                  | 0                  | -           | -           | -           | 38     | 5      |
| Totale Roma | Totale Roma | Totale Roma | 212        | 9          |                 | 39              | 10              |                    | 14                 | 0                  |             | 20          | 0           | 285    | 19     |

### Cronologia presenze e reti in nazionale
| Cronologia completa delle presenze e delle reti in nazionale ― Italia | Cronologia completa delle presenze e delle reti in nazionale ― Italia | Cronologia completa delle presenze e delle reti in nazionale ― Italia | Cronologia completa delle presenze e delle reti in nazionale ― Italia | Cronologia completa delle presenze e delle reti in nazionale ― Italia | Cronologia completa delle presenze e delle reti in nazionale ― Italia | Cronologia completa delle presenze e delle reti in nazionale ― Italia | Cronologia completa delle presenze e delle reti in nazionale ― Italia |
| Data                                                                  | Città                                                                 | In casa                                                               | Risultato                                                             | Ospiti                                                                | Competizione                                                          | Reti                                                                  | Note                                                                  |
| --------------------------------------------------------------------- | --------------------------------------------------------------------- | --------------------------------------------------------------------- | --------------------------------------------------------------------- | --------------------------------------------------------------------- | --------------------------------------------------------------------- | --------------------------------------------------------------------- | --------------------------------------------------------------------- |
| 19-4-1975                                                             | Roma                                                                  | Italia                                                                | 0 – 0                                                                 | Polonia                                                               | Qual. Euro 1976                                                       | -                                                                     |                                                                       |
| 5-6-1975                                                              | Helsinki                                                              | Finlandia                                                             | 0 – 1                                                                 | Italia                                                                | Qual. Euro 1976                                                       | -                                                                     |                                                                       |
| Totale                                                                |                                                                       | Presenze                                                              | 2                                                                     |                                                                       | Reti                                                                  | 0                                                                     |                                                                       |

## Palmarès

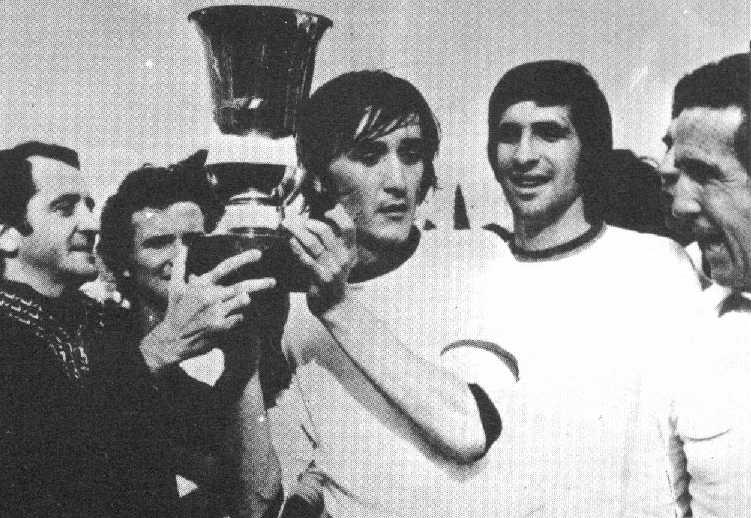
Cordova solleva la Coppa Anglo-Italiana 1972

### Club

#### Competizioni nazionali
- Campionato italiano: 1

Inter: 1965-1966
- Coppa Italia: 1

Roma: 1968-1969

#### Competizioni internazionali
- Coppa Intercontinentale: 1

Inter: 1965
- Coppa Anglo-Italiana: 1

Roma: 1972